# 2003
2003 (MMIII) là một năm thường bắt đầu vào Thứ tư của lịch Gregory, năm thứ 2003 của Công nguyên hay của Anno Domini, the năm thứ 3  của thiên niên kỷ 3 and the thế kỷ 21, và năm thứ  4   của thập niên 2000. 

## Sự kiện

### Tháng 1
- 1 tháng 1:
  - Luíz Inácio Lula Da Silva trở thành Tổng thống thứ 37 của Brasil.
  - Pascal Couchepin trở thành Tổng thống Thụy Sĩ
- 24 tháng 1: Bộ An ninh Nội địa Hoa Kỳ chính thức bắt đầu hoạt động.
- 31 tháng 1: Gặp nhau cuối năm - Táo Quân do VFC công chiếu lần đầu tiên phát sóng truyền hình VTV, và từ đó trở thành món ăn tinh thần của nhân dân Việt Nam vào đêm 30 Tết.
- Không rõ ngày: Khủng hoảng về giảm quân bị tại Iraq: Vì lời phê bình khắp nơi, luật sư chính của Anh, Tây Ban Nha, Ý, Bồ Đào Nha, Hungary, Ba Lan, Đan Mạch và Cộng hòa Séc đã tuyên bố phát biểu ý kiến ủng lập trường của Hoa Kỳ về Iraq, và nói là Saddam Hussein phải tuân theo nghị quyết của Liên hiệp quốc.

### Tháng 2
- 1 tháng 2:Tàu Columbia nổ ở trên Texas trong lúc hạ cánh, giết tất cả bảy phi hành gia trên tàu.
- 5 tháng 2: Khủng hoảng về giảm quân bị tại Iraq: Ngoại trưởng Hoa Kỳ Colin Powell diễn thuyết tại Hội đồng Bảo an Liên hiệp quốc về Iraq.
- 15 tháng 2: Toàn thế giới chống chiến tranh tại Iraq – hơn 6 triệu người đã biểu tình tại hơn 600 đô thị trên toàn thế giới, một trong những vụ biểu tình lớn nhất trong lịch sử nhân loại.
- 23 tháng 2: Thành phố New York là địa điểm cho Giải Grammy, với sự hiện diện của Nickelback, No Doubt, Foo Fighters, Britney Spears và các nhạc sĩ khác.
- 24 tháng 2: Động đất tại tỉnh Tân Cương, Cộng hòa Nhân dân Trung Hoa, 261 người chết .
- 26 tháng 2: Một doanh nhân người Mỹ gốc Hồng Kông được đưa vào Bệnh viện Việt - Pháp tại Hà Nội, Việt Nam. Bác sĩ của WHO, Carlo Urbani thông báo tình trạng bệnh truyền nhiễm lạ lây rất nhanh tới WHO. Bác sĩ Carlo Urbani và bệnh nhân đó đều chết vì SARS-CoV vào tháng 3.
- 26 tháng 2: Khủng hoảng về giảm quân bị tại Iraq: Tổng thống Hoa Kỳ George W. Bush phát biểu công khai về viễn cảnh "cải cách dân chủ" ở Iraq. Ông nói đây sẽ là "một ví dụ" cho các quốc gia Ả Rập khác.

### Tháng 3
- 1 tháng 3: Khủng hoảng về giảm quân bị tại Iraq: Các Tiểu vương quốc Ả Rập Thống nhất kêu gọi Tổng thống Iraq Saddam Hussein nhượng bộ để tránh chiến tranh. Quan điểm này sau đó được Kuwait nhắc lại.
- 6 tháng 3: Tamanrasset, Algerie. Một chiếc Boeing 737 của Air Algerie rơi, tất cả 103 người trên máy bay đều đã thiệt mạng.
- 15 tháng 3: Hồ Cẩm Đào trở thành Chủ tịch nước Cộng hoà nhân dân Trung Hoa, thay thế Giang Trạch Dân.

### Tháng 5
- 1 tháng 5: Động đất tại phía đông Thổ Nhĩ Kỳ khiến ít nhất 177 người thiệt mạng.
- 21 tháng 5: Động đất tại Algerie khiến 2.266 người chết.

### Tháng 6
- 18 – 29 tháng 6: Cúp Liên đoàn các châu lục 2003 tổ chức tại Pháp, đội tuyển bóng đá quốc gia Pháp lần thứ 2 giành chức vô địch.

### Tháng 7
- 1 tháng 7: Truyền hình cáp HTVC, được thành lập
- 7 tháng 7: Rơi một chiếc Boeing 737 của Sudan Airways khiến 116 người thiệt mạng.

### Tháng 8
- 13 – 30 tháng 8: Giải vô địch bóng đá U-17 thế giới 2003 tổ chức tại Phần Lan, đội tuyển bóng đá U-17 quốc gia Brasil lần thứ 3 giành chức vô địch.

### Tháng 10
- 23 tháng 10 – 14 tháng 11: Giải vô địch bóng đá nữ thế giới 2003 tổ chức tại Hoa Kỳ, đội tuyển bóng đá nữ quốc gia Đức lần đầu tiên giành chức vô địch.
- 31 tháng 10:
  - Đại hội đồng Liên Hợp Quốc thông qua Công ước phòng chống tham nhũng.
  - Mahathir Mohamad từ chức Thủ tướng Malaysia sau 22 năm nắm quyền, thay thế ông là Phó Thủ tướng Abdullah Ahmad Badawi.

### Tháng 11
- 27 tháng 11 – 19 tháng 12: Giải vô địch bóng đá trẻ thế giới 2003 tổ chức tại Các Tiểu vương quốc Ả Rập Thống nhất, đội tuyển bóng đá U-20 quốc gia Brasil lần thứ 4 giành chức vô địch.

### Tháng 12
- 5 – 13 tháng 12: Đại hội Thể thao Đông Nam Á 2003 tổ chức tại Việt Nam.
- 21 – 27 tháng 12: Đại hội Thể thao Người khuyết tật Đông Nam Á 2003 tổ chức tại Việt Nam.

### Khômg rõ ngày, tháng
- Defense of the Ancients chính thức ra mắt.

## Sinh

### Tháng 1
- 3 tháng 1: Greta Thunberg, nhà hoạt động môi trường người Thụy Điển
- 6 tháng 1: MattyBraps, ca sĩ, rapper Teen Pop người Mỹ
- 13 tháng 1: Phương Mỹ Chi, nữ ca sĩ người Việt Nam, á quân Giọng hát Việt nhí 2013
- 16 tháng 1: JanK (Nguyễn Khôi), ca sĩ người Việt Nam

### Tháng 2
- 20 tháng 2: Olivia Rodrigo, nữ ca sĩ, nhạc sĩ và diễn viên người Mỹ

### Tháng 3
- 28 tháng 3: Pháo (Nguyễn Diệu Huyền), nữ ca sĩ, rapper người Việt Nam

### Tháng 4
- 23 tháng 4: Vương tôn nữ Laetitia Maria Nora Anna Joachim Zita của Bỉ, con gái Vương nữ Astrid của Bỉ và Thân vương Lorenz của Áo-Este
- 29 tháng 4: Maud Angelica Behn, con gái Märtha Louise của Na Uy và Ari Behn

### Tháng 5
- 8 tháng 5: hoàng tử kế vị Mulai Hassan, con trai vua Muhammad VI của Maroc và công chúa Lalla Salma
- 9 tháng 5: Đào Duy Quý, ca sĩ người Việt Nam
- 15 tháng 5: Ana María Morales y de Grecia, con gái Alexia của Hy Lạp và Đan Mạch và Carlos Morales
- 19 tháng 5: JoJo Siwa, vũ công, ca sĩ, diễn viên và YouTuber người Mỹ
- 27 tháng 5: Moritz Emmanuel Maria, con trai hoàng tử Constantin của Liechtenstein và Marie von Kalnoky

### Tháng 6
- 21 tháng 6: Lyodra Ginting, nữ ca sĩ, diễn viên người Indonesia, quán quân Indonesian Idol 2020

### Tháng 7
- 1 tháng 7: Tate McRae, ca sĩ, nhạc sĩ và vũ công người Canada[1]
- 12 tháng 7: Ketut Permata Juliastrid, Hoa hậu Indonesia Bali 2024, Hoa hậu Indonesia 2024, Hoa hậu Hoàn vũ Quốc tế 2024

### Tháng 8
- 17 tháng 8: The Kid Laroi (Charlton Kenneth Jeffrey Howard), rapper, ca sĩ và nhạc sĩ người Úc
- 18 tháng 8: Lamoon (Nguyễn Lê Diễm Hằng), nữ ca sĩ người Việt Nam
- 20 tháng 8: Vương tử Gabriel Baudouin Charles Marie, con trai Vua Philippe của Bỉ và Mathilde d'Udekem d'Acoz
- 24 tháng 8: Alexandre, con trai ngoài giá thú của Đại Công tước Albert II của Monaco và bạn gái Nicole Coste.

### Tháng 9
- 13 tháng 9: VAnh (Nguyễn Thị Vân Anh), nữ ca sĩ người Việt Nam
- 20 tháng 9: Suchata Chuangsri, Á hậu Hoàn vũ Thái Lan 2022, Hoa hậu Hoàn vũ Thái Lan 2024, Á hậu Hoàn vũ 2024, Hoa hậu Thế giới 2025

### Tháng 10
- 20 tháng 10: Patrick Nattawat Finkler, ca sĩ, diễn viên người Đức/Thái Lan, thành viên nhóm nhạc INTO1.
- 29 tháng 10: Kathy Savelina, nữ ca sĩ người Úc

### Tháng 11
- 6 tháng 11: Vũ Thị Hoa, nữ cầu thủ bóng đá người Việt Nam
- 8 tháng 11: Louise Alice Elizabeth Mary, con gái của Vương tử Edward, Công tước xứ Edinburgh và Sophie Helen Rhys-Jones
- 13 tháng 11: Maria Victoria Kjær Theilvig, Á hậu Đan Mạch 2021, Hoa hậu Hoàn vũ 2024

### Tháng 12
- 7 tháng 12: Catharina-Amalia của Hà Lan Beatrix Carmen Victoria, con gái Vua Willem-Alexander của Hà Lan và Máxima Zorreguieta
- 8 tháng 12: Lê Nguyễn Ngọc Hằng (Hera), nữ ca sĩ người Việt Nam, Á hậu Việt Nam 2022, Á hậu Liên lục địa 2023
- 21 tháng 12: Nguyễn Ngọc Kiều Duy, Hoa khôi Đại học FPT Cần Thơ 2022, Á khôi Học sinh - Sinh viên Thành phố Cần Thơ 2022, Hoa khôi Người đẹp Tây Đô 2023, Hoa hậu Quốc gia Việt Nam 2024
- 28 tháng 12: Công chúa Vittoria Cristina Adelaide Chiara Maria, con gái của hoàng tử Emanuele Filiberto của Savoia và công nương Clotilde Courau

### Không rõ ngày, tháng
- Mylina (Trương Minh Tuyết Anh), nữ ca sĩ người Việt Nam

## Mất
- 5 tháng 1: Roy Jenkins, Chính trị gia người Anh.
- 11 tháng 1: Mickey Finn, nhạc sĩ Anh (sinh 1947)
- 24 tháng 1: Giovanni Agnelli, doanh nhân Ý (sinh 1921)
- 2 tháng 2: Lou Harrison, nhà soạn nhạc Mỹ (sinh 1917)
- 12 tháng 2: Duy Khánh, ca sĩ, nhạc sĩ Việt Nam Cộng Hòa (sinh 1936)
- 13 tháng 2: Walt Whitman Rostow, nhà kinh tế học Mỹ (sinh 1916)
- 28 tháng 2: Chris Brasher, vận động viên điền kinh Anh, người đoạt huy chương Thế Vận Hội (sinh 1928)
- 3 tháng 3: Horst Buchholz, diễn viên Đức (sinh 1933)
- 12 tháng 3: Zoran Đinđić, chính trị gia Serbia (sinh 1952)
- 21 tháng 3: Hieorhij Stanislavavič Tarazievič, nguyên thủ quốc gia Byelorussia Xô viết (sinh 1937).[2]
- 23 tháng 3: Amamoto Hideyo, nam diễn viên người Nhật Bản (sinh 1926)
- 24 tháng 3: Heinrich Neuy, họa sĩ Đức (sinh 1911)
- 29 tháng 3: Carlo Urbani, bác sĩ đã tìm ra dịch SARS.
- 1 tháng 4: Trương Quốc Vinh, diễn viên, ca sĩ, nhạc sĩ nổi tiếng của Hồng Kông (Sinh 1956)
- 13 tháng 5: Hà Triều, soạn giả Cải lương.
- 17 tháng 5: Luigi Pintor, nhà văn Ý, nhà báo, chính trị gia (sinh 1925)
- 30 tháng 5: Günter Pfitzmann, diễn viên Đức (sinh 1924)
- 5 tháng 6: Jürgen W. Möllemann, chính trị gia Đức (sinh 1945)
- 12 tháng 6: Gregory Peck, diễn viên Mỹ (sinh 1916)
- 26 tháng 6: Marc Vivien Foe, cầu thủ người Cameroon (sinh 1975)
- 29 tháng 6: Katharine Hepburn, nữ diễn viên Mỹ (sinh 1907)
- 4 tháng 7: Barry White, ca sĩ nhạc soul Mỹ (sinh 1944)
- 17 tháng 7: Hans Abich, nhà sản xuất phim Đức (sinh 1918)
- 22 tháng 7: Udai Hussein (sinh 1964), Kusai Hussein (sinh 1967), các con trai của Saddam Hussein
- 21 tháng 7: Ingrid von Bothmer, nữ diễn viên Đức (sinh 1918)
- 3 tháng 8: Joseph Saidu Momoh, tổng thống Sierra Leone (sinh 1937)[3]
- 13 tháng 8: Helmut Rahn, cầu thủ bóng đá Đức (sinh 1929)
- 16 tháng 8: Idi Amin, nhà độc tài Uganda (sinh 1928)
- 28 tháng 8: Peter Hacks, nhà soạn kịch Đức (sinh 1928)
- 29 tháng 8: Horace Welcome Babcock, nhà thiên văn học Mỹ (sinh 1912)
- 30 tháng 8: Charles Bronson, diễn viên Mỹ (sinh 1921)
- 8 tháng 9: Leni Riefenstahl, nữ đạo diễn phim người Đức (sinh 1902)
- 9 tháng 9: Edward Teller, nhà vật lý học Mỹ (sinh 1908)
- 11 tháng 9: Anna Lindh, nữ bộ trưởng Bộ Ngoại giao Thụy Điển (sinh 1957)
- 12 tháng 9: Johnny Cash, ca sĩ nhạc country Mỹ (sinh 1932)
- 17 tháng 9: Ljubica Marić, nhà soạn nhạc Serbia (sinh 1909)
- 19 tháng 9: Slim Dusty, nam ca sĩ Úc (sinh 1927)
- 23 tháng 9: Josef Guggenmos, nhà thơ trữ tình, nhà văn (sinh 1922)
- 26 tháng 9: Robert Palmer, nam ca sĩ Anh (sinh 1949)
- 10 tháng 10: Eugene Istomin, nghệ sĩ dương cầm Mỹ (sinh 1925)
- 11 tháng 10: Minh Huệ, nhà thơ Việt Nam
- 19 tháng 10: Alija Izetbegović, chính trị gia, chính khách (sinh 1925)
- 29 tháng 10: Hal Clement, nhà văn Mỹ (sinh 1922)
- 3 tháng 11: Hoàng Giang, nghệ sĩ cải lương, được báo chí gọi là "Đệ Nhất Kép Độc" (sinh 1922)
- 6 tháng 11: Hallvard Johnsen, nhà soạn nhạc Na Uy (sinh 1916)
- 12 tháng 11: Jonathan Brandis, diễn viên Mỹ (sinh 1976)
- 27 tháng 11: Will Quadflieg, diễn viên Đức (sinh 1914)
- 2 tháng 12: Ignaz Kiechle, chính trị gia Đức (sinh 1930)
- 19 tháng 12: Hope Lange, nữ diễn viên Mỹ (sinh 1931)
- 22 tháng 12: Dave Dudley, (Darwin David Pedruska), ca sĩ nhạc đồng quê Mỹ (sinh 1928)
- 27 tháng 12: Alan Bates, (Sir Alan Arthur), diễn viên Anh (sinh 1934)
- 30 tháng 12: Mai Diễm Phương, (Anita Mui) danh ca, diễn viên nổi tiếng Hồng Kông (sinh 1963).

## Giải thưởng Nobel
- Vật lý học:
  - Alexei Alexeevich Abrikosov, Nga và Hoa Kỳ
  - Vitaly Lazarevich Ginzburg, Nga
  - Anthony James Leggett, Vương quốc Anh và Hoa Kỳ, "vì các đóng góp tiên phong cho thuyết siêu dẫn và siêu lưu"
- Hoá học:
  - Peter Agre, Hoa Kỳ "vì các phát hiện liên quan tới các kênh trong màng tế bào", "vì phát hiện các kênh nước"
  - Roderick MacKinnon, Hoa Kỳ "vì các nghiên cứu cấu trúc và cơ học đối với các kênh ion"
- Sinh lý học hoặc y học:
  - Paul Lauterbur, Hoa Kỳ
  - Sir Peter Mansfield, Vương quốc Anh "vì các phát hiện của họ liên quan tới chụp cộng hưởng từ"
- Văn học:
  - John Maxwell Coetzee, Nam Phi, "người trong nhiều vô số cách thức đã miêu tả sinh động sự tham gia đáng ngạc nhiên của người ngoài cuộc"
- Hoà bình:
  - Shirin Ebadi, Iran "vì các nỗ lực của bà cho dân chủ và nhân quyền"
- Kinh tế chính trị:
  - Robert F. Engle, Hoa Kỳ "cho các phương pháp phân tích chuỗi thời gian kinh tế với sự biến động theo thời gian"
  - Clive W. J. Granger, Vương quốc Anh "cho các phương pháp phân tích chuỗi thời gian kinh tế với các xu hướng chung"